# Olympische Sommerspiele 1972/Leichtathletik – Kugelstoßen (Frauen)
Das Kugelstoßen der Frauen bei den Olympischen Spielen 1972 in München wurde am 4. und 7. September 1972 im Olympiastadion München ausgetragen. Achtzehn Athletinnen nahmen teil.
Olympiasiegerin wurde Nadeschda Tschischowa aus der Sowjetunion, die mit 21,03 m einen neuen Weltrekord aufstellte. Die Silbermedaille gewann Margitta Gummel aus der DDR, Bronze ging an die Bulgarin Iwanka Christowa.
Neben der Silbermedaillengewinnerin starteten für die DDR außerdem Marianne Adam und Marita Lange. Beide erreichten das Finale. Adam wurde Fünfte, Lange Sechste.

Athletinnen aus der Bundesrepublik Deutschland, der Schweiz, Österreich und Liechtenstein nahmen nicht teil.

## Rekorde

### Bestehende Rekorde
| Weltrekord         | 20,63 m | Nadeschda Tschischowa ( Sowjetunion) | Sotschi, Sowjetunion (heute Russland) | 19. Mai 1972     |
| Olympischer Rekord | 19,61 m | Margitta Gummel ( DDR)               | Finale OS Mexiko-Stadt, Mexiko        | 20. Oktober 1968 |

### Rekordverbesserung
Die sowjetische Olympiasiegerin Nadeschda Tschischowa verbesserte den bestehenden olympischen Rekord mit ihrem ersten Versuch im Finale am 7. September um 1,42 m auf 21,03 m. Damit steigerte sie gleichzeitig ihren eigenen Weltrekord um vierzig Zentimeter und übertraf als erste Frau die Marke von 21 Metern.

## Durchführung des Wettbewerbs
Die Athletinnen traten am 4. September zu einer Qualifikationsrunde an. Dreizehn von ihnen – hellblau unterlegt – übertrafen die direkte Finalqualifikationsweite von 16,20 m. Damit war die Mindestanzahl von zwölf Teilnehmerinnen für das Finale am 7. September erreicht.
Im Finale hatte jede Athletin zunächst drei Versuche. Den besten acht Teilnehmerinnen standen anschließend weitere drei Stöße zur Verfügung.

## Zeitplan
4. September, 10:30 Uhr: Qualifikation

7. September, 16:30 Uhr: Finale

## Legende
Kurze Übersicht zur Bedeutung der Symbolik – so üblicherweise auch in sonstigen Veröffentlichungen verwendet:
| – | verzichtet |
| x | ungültig   |

## Qualifikation
Datum: 4. September 1972, 10:30 Uhr
| Platz | Name                  | Nation           | 1. Versuch | 2. Versuch | 3. Versuch | Weite   |
| ----- | --------------------- | ---------------- | ---------- | ---------- | ---------- | ------- |
| 1     | Iwanka Christowa      | Bulgarien        | 19,20 m    | –          | –          | 19,20 m |
| 2     | Marianne Adam         | DDR              | 19,11 m    | –          | –          | 19,11 m |
| 3     | Margitta Gummel       | DDR              | 18,82 m    | –          | –          | 18,82 m |
| 4     | Helena Fibingerová    | Tschechoslowakei | 18,66 m    | –          | –          | 18,66 m |
| 5     | Nadeschda Tschischowa | Sowjetunion      | 18,54 m    | –          | –          | 18,54 m |
| 6     | Marita Lange          | DDR              | 18,16 m    | –          | –          | 18,16 m |
| 7     | Antonina Iwanowa      | Sowjetunion      | 17,87 m    | –          | –          | 17,87 m |
| 8     | Radostina Wasekowa    | Bulgarien        | 17,78 m    | –          | –          | 17,78 m |
| 9     | Elena Stojanowa       | Bulgarien        | 17,70 m    | –          | –          | 17,70 m |
| 10    | Ludwika Chewińska     | Polen            | 17,40 m    | –          | –          | 17,40 m |
| 11    | Esfir Dolschenko      | Sowjetunion      | 17,18 m    | –          | –          | 17,18 m |
| 12    | Valentina Cioltan     | Rumänien         | 16,85 m    | 17,15 m    | 16,69 m    | 16,85 m |
| 13    | Judit Bognár          | Ungarn           | 16,52 m    | –          | –          | 16,85 m |
| 14    | Maren Seidler         | USA              | 15,63 m    | 16,05 m    | 16,18 m    | 16,18 m |
| 15    | Baeg Ok-ja            | Südkorea         | x          | 15,78 m    | x          | 15,78 m |
| 16    | Jan Svendsen          | USA              | 14,48 m    | x          | 14,96 m    | 14,96 m |
| 17    | Rosa Molina           | Chile            | 14,59 m    | 14,61 m    | 14,41 m    | 14,61 m |
| 18    | Nnenna Njoku          | Nigeria          | 10,63 m    | 10,40 m    | 9,06 m     | 10,63 m |

## Finale
Datum: 7. September 1972, 16.30 Uhr
| Platz | Name                  | Nation           | 1. Versuch | 2. Versuch | 3. Versuch | 4. Versuch                                  | 5. Versuch                                  | 6. Versuch                                  | Endresultat | Anmerkung |
| ----- | --------------------- | ---------------- | ---------- | ---------- | ---------- | ------------------------------------------- | ------------------------------------------- | ------------------------------------------- | ----------- | --------- |
| 1     | Nadeschda Tschischowa | Sowjetunion      | 21,03 m WR | 20,36 m    | 20,58 m    | 19,97 m                                     | x                                           | x                                           | 21,03 m     | WR        |
| 2     | Margitta Gummel       | DDR              | 18,46 m    | 18,83 m    | 19,55 m    | 20,22 m                                     | 19,53 m                                     | x                                           | 20,22 m     |           |
| 3     | Iwanka Christowa      | Bulgarien        | 19,35 m    | x          | 19,22 m    | x                                           | 18,82 m                                     | 18,95 m                                     | 19,35 m     |           |
| 4     | Esfir Dolschenko      | Sowjetunion      | 18,43 m    | 19,24 m    | x          | 18,74 m                                     | x                                           | x                                           | 19,24 m     |           |
| 5     | Marianne Adam         | DDR              | 18,75 m    | x          | 18,58 m    | 18,94 m                                     | 18,91 m                                     | 18,71 m                                     | 18,94 m     |           |
| 6     | Marita Lange          | DDR              | x          | 18,46 m    | 18,29 m    | 18,85 m                                     | 18,38 m                                     | 18,71 m                                     | 18,85 m     |           |
| 7     | Helena Fibingerová    | Tschechoslowakei | 18,62 m    | x          | x          | 18,59 m                                     | 18,81 m                                     | x                                           | 18,81 m     |           |
| 8     | Elena Stojanowa       | Bulgarien        | 18,24 m    | 17,75 m    | 18,34 m    | x                                           | 17,55 m                                     | x                                           | 18,34 m     |           |
|       |                       |                  |            |            |            |                                             |                                             |                                             |             |           |
| 9     | Antonina Iwanowa      | Sowjetunion      | 18,28 m    | 17,99 m    | 17,98 m    | nicht im Finale der besten acht Athletinnen | nicht im Finale der besten acht Athletinnen | nicht im Finale der besten acht Athletinnen | 18,28 m     |           |
| 10    | Ludwika Chewińska     | Polen            | 17,71 m    | 18,24 m    | 17,73 m    | nicht im Finale der besten acht Athletinnen | nicht im Finale der besten acht Athletinnen | nicht im Finale der besten acht Athletinnen | 18,24 m     |           |
| 11    | Judit Bognár          | Ungarn           | 17,93 m    | 17,97 m    | 18,23 m    | nicht im Finale der besten acht Athletinnen | nicht im Finale der besten acht Athletinnen | nicht im Finale der besten acht Athletinnen | 18,23 m     |           |
| 12    | Radostina Wasekowa    | Bulgarien        | 17,86 m    | 17,48 m    | 17,52 m    | nicht im Finale der besten acht Athletinnen | nicht im Finale der besten acht Athletinnen | nicht im Finale der besten acht Athletinnen | 17,86 m     |           |
| 13    | Valentina Cioltan     | Rumänien         | 16,37 m    | 16,62 m    | x          | nicht im Finale der besten acht Athletinnen | nicht im Finale der besten acht Athletinnen | nicht im Finale der besten acht Athletinnen | 16,62 m     |           |

Die sowjetische Bronzemedaillengewinnerin von 1968, Nadeschda Tschischowa, galt als Topfavoritin für diesen Wettkampf. Sie hatte den Weltrekord auf deutlich über zwanzig Meter verbessert und war Im Vorjahr überlegene Europameisterin geworden. Die beiden DDR-Athletinnen Margitta Gummel, Olympiasiegerin von 1968 und EM-Dritte 1971, sowie Marita Lange, Silbermedaillengewinnerin von 1968 und Vizeeuropameisterin 1971, waren ihre größten Konkurrentinnen. Weitere Medaillenanwärterinnen waren die Bulgarin Iwanka Christowa, die sich in der Olympiasaison erheblich verbessert hatte, Marianne Adam aus der DDR sowie die beiden sowjetischen Athletinnen Antonina Iwanowa und Esfir Dolschenko.
Dreizehn Athletinnen hatten dieses Finale erreicht, alle kamen aus osteuropäischen Ländern. Die Wettbewerberinnen aus der Sowjetunion, der DDR und aus Bulgarinnen waren jeweils komplett mit all ihren angetretenen Teilnehmerinnen im Finale vertreten. Hinzu kamen jeweils eine Polin, eine Tschechoslowakin, eine Ungarin sowie eine Rumänin.
Tschischowa begann den Wettkampf gleich mit einem neuen Weltrekord. Als erste Frau überhaupt übertraf sie die 21-Meter-Marke. Hinter ihr lagen Iwanka Christowa und Marianne Adam. Im zweiten Versuch verbesserten sich Esfir Dolschenko auf Rang drei und Gummel auf Rang vier. Im dritten Durchgang setzte sich Gummel auf Rang zwei und verdrängte Christowa auf den dritten Platz. In Runde vier erbrachte Gummel schließlich ihre Bestleistung von 20,22 m. So waren die Medaillen verteilt: Olympiasiegerin wurde unangefochten Nadeschda Tschischowa, die auch mit ihrer zweit- und drittbesten Weite diesen Wettkampf gewonnen hätte. Margitta Gummel errang die Silbermedaille, Bronze ging an Iwanka Christowa.
Die Abstände auf den vorderen Platzierungen waren enorm. Nadeschda Tschischowa stieß als einzige Frau über 21 Meter, Margitta Gummel neben Tschischowa als einzige über 20 Meter. Iwanka Christowa lag weitere 87 Zentimeter zurück. Dahinter wurden die Abstände dann enger.
Iwanka Christowa gewann die erste bulgarische Medaille im Kugelstoßen der Frauen.

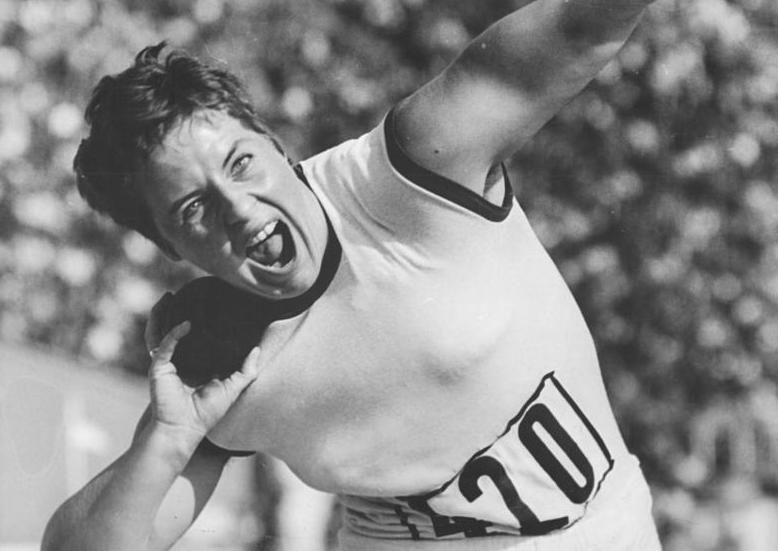
Die Olympiasiegerin von 1968 Margitta Gummel gewann diesmal Silber
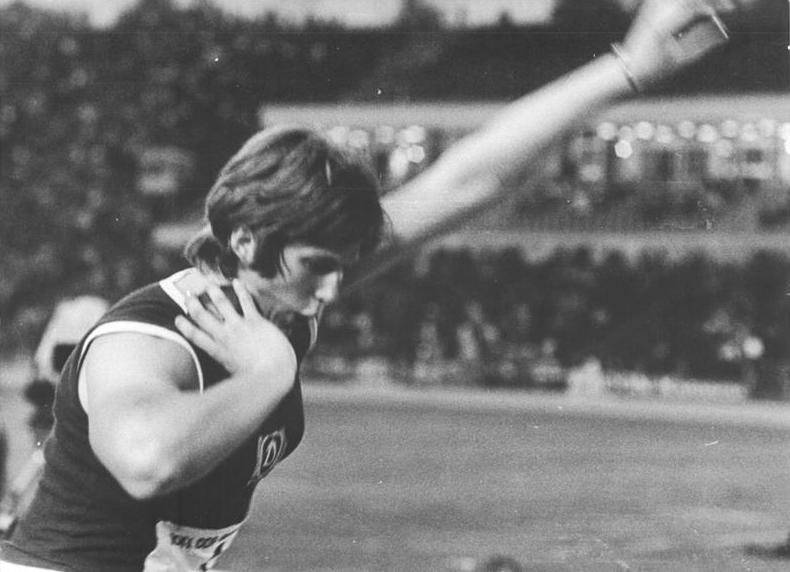
Marianne Adam kam auf den fünften Platz

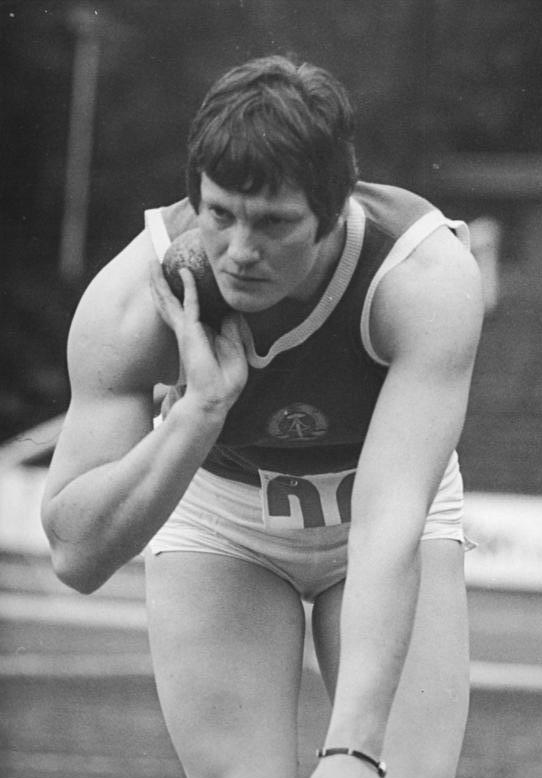
Die sechstplatzierte Maritta Lange hatte 1968 Olympiasilber gewonnen
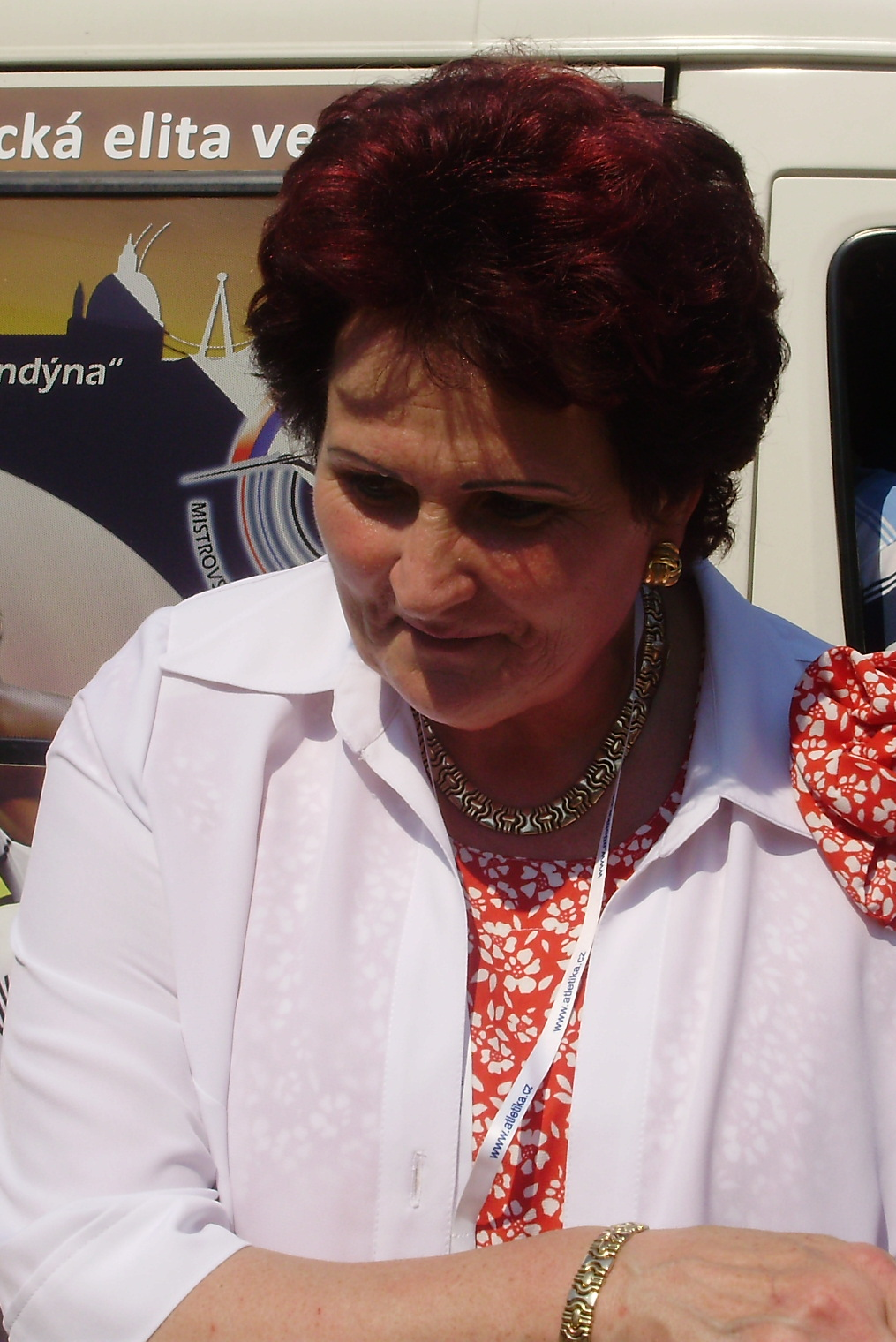
Helena Fibingerová (hier im Jahr 2012) belegte bei ihren ersten Olympischen Spielen Rang sieben
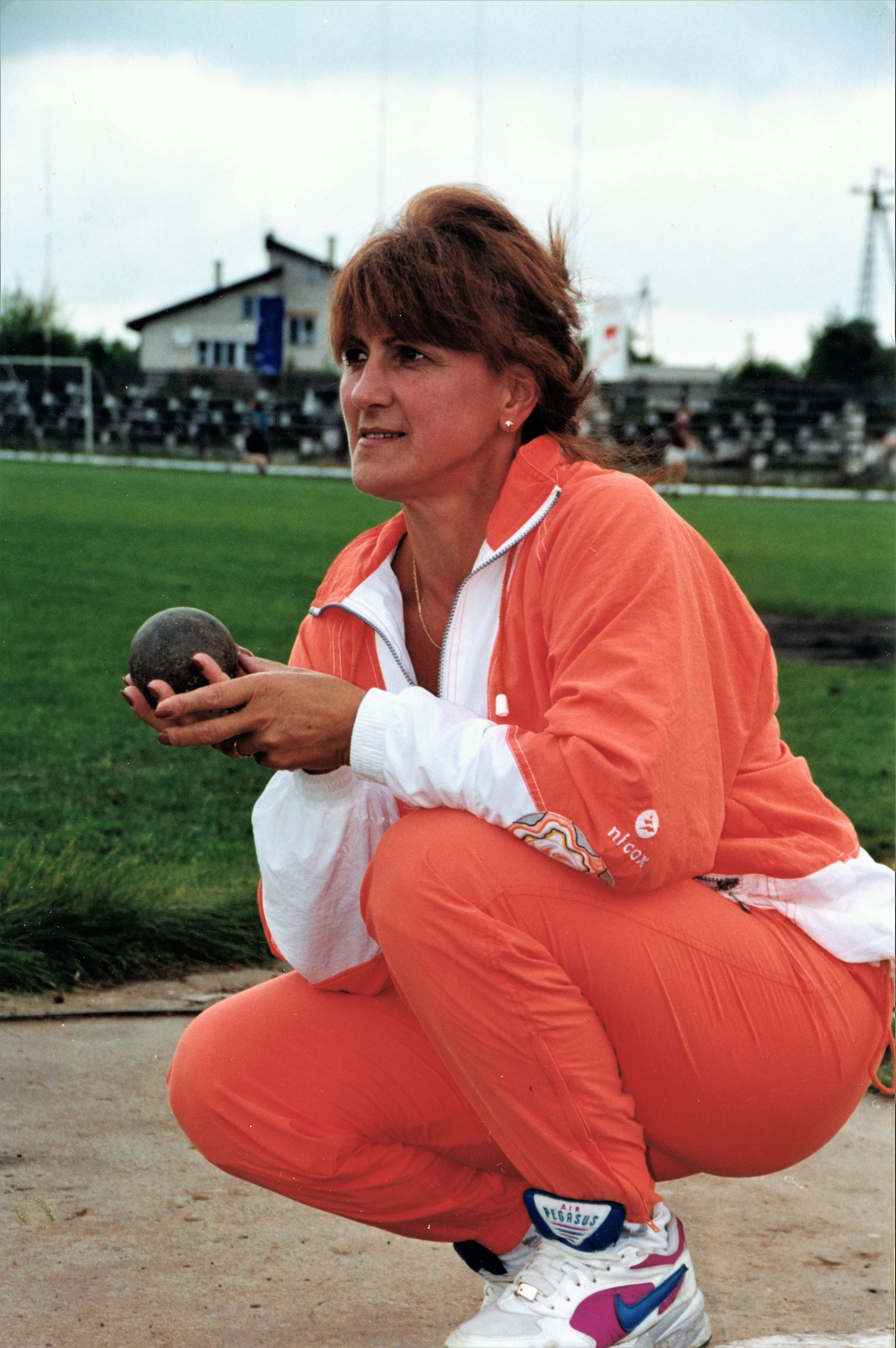
Ludwika Chewińska (Foto: 2020) erreichte Platz zehn